# آرتیگاس، اروگوئه
آرتیگاس (به اسپانیایی: Artigas) شهری در کشور اروگوئه، استان آرتیگاس است که جمعیت آن در سرشماری سال ۲۰۰۴ میلادی ۴۱٬۶۸۷ نفر بوده‌است.